# Islote Marta
Die Islote Marta (spanisch) ist eine kleine Insel vor der Danco-Küste des Grahamlands auf der Antarktischen Halbinsel. Sie liegt zwischen dem San Eladio Point und dem Rudolphy Point vor der Nordwestküste der Bryde-Insel.
Wissenschaftler der 5. Chilenischen Antarktisexpedition (1950–1951) benannten sie. Namensgeberin ist vermutlich die Ehefrau eines Expeditionsmitglieds.